# Peter Kazár
Peter Kazár (* 29. März 1989 in Brezno, Tschechoslowakei) ist ein ehemaliger slowakischer Biathlet. Er ist leitender Trainer der slowakischen Biathlon-Weltcupmannschaft.

## Karriere
Peter Kazár bestritt seine ersten internationalen Rennen 2006 im Rahmen des Europacups der Junioren. Sein erstes Sprintrennen in Martell beendete er nicht. Erste internationale Meisterschaften wurden die Biathlon-Juniorenweltmeisterschaften 2007 in Martell, bei denen er 57. des Einzels, 52. des Sprints, 45. der Verfolgung und Neunter mit der Staffel wurde. Ein Jahr später wurde der Slowake in Ruhpolding 61. des Einzels, 59. des Sprints, 52. der Verfolgung und 15. mit der Staffel und erreichte damit in etwa Dieselben Platzierungen wie im Vorjahr. Im weiteren Jahresverlauf folgte die Teilnahme an den Sommerbiathlon-Weltmeisterschaften in Haute-Maurienne. Kazár wurde 15. im Crosslauf-Sprint und 26. im Sprint und 32. der Verfolgung auf Skirollern. Auch 2009 nahm er an den Juniorenweltmeisterschaften teil, die in dem Jahr in Canmore stattfanden. Kazár erreichte hier mit einem 66. Rang im Einzel, Platz 52 im Sprint und dem Verfolgungsrennen und Rang 13 mit der Staffel einmal mehr ähnliche Leistungen wie in den Jahren zuvor. Es schloss sich erneut eine Teilnahme an den Sommerbiathlon-Weltmeisterschaften an, wo der Slowake in Oberhof 27. im Sprint und 26. der Verfolgung im Crosslauf und ebenfalls 27. im Sprint und 25. im Verfolger sowie Siebter im Mixed-Staffelrennen auf Skirollern wurde. Letzte Junioren-WM für Kazár wurden die Weltmeisterschaften 2010 in Torsby, bei denen er im Einzel wie auch im Sprint 76. wurde.
2009 bestritt Kazár in Osrblie seine ersten Rennen bei den Männern und wurde im IBU-Cup bei einem Sprint 46. An selber Stelle wurde er zwei Jahre später 43. eines Einzels und erreichte damit seine bislang beste Platzierung in der Rennserie. Kurz zuvor debütierte der Slowake in Antholz im Biathlon-Weltcup und wurde 90. eines Sprintrennens und mit Dušan Šimočko, Matej Kazár und Pavol Hurajt 16. im Staffelwettbewerb. Erste internationale Meisterschaft wurden die Biathlon-Europameisterschaften 2012 in Osrblie. Dort wurde Kazár 42. des Einzels, 53. des Sprints, 55. der Verfolgung und mit Martin Otčenáš, Tomáš Hasilla und Norbert Gröne als Schlussläufer der Staffel 12. wurde.
National gewann Kazár bei den Meisterschaften 2011 im Sprint hinter Norbert Gröne die Silbermedaille und im Massenstartrennen den Titel. 2012 kam eine Bronzemedaille im Massenstart hinter Otčenáš und Hasilla hinzu.

## Biathlon-Weltcup-Platzierungen
Die Tabelle zeigt alle Platzierungen (je nach Austragungsjahr einschließlich Olympische Spiele und Weltmeisterschaften).
- 1.–3. Platz: Anzahl der Podiumsplatzierungen
- Top 10: Anzahl der Platzierungen unter den ersten zehn (einschließlich Podium)
- Punkteränge: Anzahl der Platzierungen innerhalb der Punkteränge (einschließlich Podium und Top 10)
- Starts: Anzahl gelaufener Rennen in der jeweiligen Disziplin

| Platzierung | Einzel | Sprint | Verfolgung | Massenstart | Staffel | Gesamt |
| ----------- | ------ | ------ | ---------- | ----------- | ------- | ------ |
| 1. Platz    |        |        |            |             |         |        |
| 2. Platz    |        |        |            |             |         |        |
| 3. Platz    |        |        |            |             |         |        |
| Top 10      |        |        |            |             |         |        |
| Punkteränge |        |        |            |             | 1       | 1      |
| Starts      |        | 1      |            |             | 1       | 2      |